# Upahl
Upahl är en kommun i Landkreis Nordwestmecklenburg i förbundslandet Mecklenburg-Vorpommern i Tyskland.
Den tidigare kommunen Hanshagen uppgick i Upahl 1 januari 2011 och Plüschow 1 januari 2019.
Kommunen ingår i kommunalförbundet Amt Grevesmühlen-Land tillsammans med kommunerna Bernstorf, Gägelow, Roggenstorf, Rüting, Stepenitztal, Testorf-Steinfort och Warnow.